# Privilegierung
Privilegierung bedeutet in der Rechtswissenschaft eine Besserstellung im Sinne einer – ggf. gerechtfertigten – Ungleichbehandlung.
Sie dürfen nicht mit den Privilegien verwechselt werden, die früher Personen gewissen Standes für sich beanspruchen konnten.
Privileges sind eine der Einteilungen im Hohfeld-Schema.

## Privatrecht
Haftungsbeschränkungen werden auch Haftungsprivilegierungen genannt.
Die Funktion des Eigentümer-Besitzer-Verhältnisses ist nach herrschender Meinung die Privilegierung des unverklagten, gutgläubigen Besitzers.

## Strafrecht
Der Begriff der Privilegierung betrifft den Deliktsaufbau im Strafrecht und stellt das Gegenstück zur Qualifikation dar.
Ausgangspunkt der Qualifikation ist stets der Grundtatbestand. Bestimmte Tatbestandsmerkmale, die die Anwendung eines Strafsatzes bedingen, begründen die Strafbarkeit durch ein bestimmtes Verhalten. Das Hinzutreten erst weiterer Umstände, mithin weiterer Tatbestandselemente, durch die das Delikt milder bestraft wird, ändern den Strafrahmen. Dieses milder bestrafte Delikt wird als Privilegierung des Grunddelikts bezeichnet.
Ein Privilegierungstatbestand im deutschen Strafgesetzbuch ist beispielsweise Tötung auf Verlangen (§ 216 dStGB).
Als Beispiel für das österreichische Strafrecht sei der Diebstahl (§ 127 öStGB) als Grunddelikt genannt:
„Wer eine fremde bewegliche Sache einem anderen mit dem Vorsatz wegnimmt, sich oder einen Dritten durch deren Zueignung unrechtmäßig zu bereichern“, ist zu bestrafen. Begeht der Täter nun aber einen Diebstahl „aus Not, aus Unbesonnenheit oder zur Befriedigung eines Gelüstes“ in Bezug auf „eine Sache geringen Wertes“, so ist dieser nur nach dem Delikt der Entwendung (§ 141 öStGB) und damit milder – nämlich mit maximal einem Sechstel der Strafdrohung für Diebstahl – zu bestrafen. Die Entwendung ist in diesem Sinne eine Privilegierung des Diebstahls.

## Verwaltungsrecht
Im Bauplanungsrecht werden die Vorhaben in § 35 Abs. 1 BauGB privilegierte Vorhaben genannt.